# Sergio Monsalve
Sergio Monsalve Briceño es un documentalista y crítico de cine venezolano. También ha sido profesor en la Universidad Metropolitana y en la Universidad Monteávila, al igual que columnista del periódico El Nacional, donde ofrece análisis y críticas sobre cine y cultura.

## Carrera
Sergio tuvo su debut como director con el documental «Jacinto Convit» en 2013, sobre el científico homónimo y creador de la vacuna de la lepra. Empezando en 2020, el director produjo una trilogía e documentales sobre la crisis y actualidad de Venezuela: Esto no es un apagón (2020), Venezuela en cuarentena (2020) y El año de la persistencia (2022), el último de los cuales sigue el proceso de reapertura de las salas de cine en el país después de la cuarentena durante la pandemia de COVID-19.
Ha sido presidente del Círculo de Críticos de Cine de Caracas y director editorial de Observador Latino. También ha sido redactor para medios nacionales e internacionales, profesor en la Universidad Metropolitana y en la Universidad Monteávila de Caracas, al igual que columnista del periódico El Nacional, donde ofrece análisis y críticas sobre cine y cultura. En 2022 impartió el taller "¿Qué es una buena película?" sobre la calidad de un contenido audiovisual.

## Filmografía
- El año de la persistencia (2022, documental)
- Venezuela en cuarentena (2020, documental)
- Esto no es un apagón (2020, documental)
- Jacinto Convit (2013, documental)